# Felix Michel Melki
George Felix Michel Melki, noto come Felix Michel Melki a livello internazionale e come Felix Michel in Svezia (in arabo جورج ميشيل ملكي‎?; Södertälje, 23 luglio 1994), è un calciatore svedese naturalizzato libanese, difensore o centrocampista del Safa e della nazionale libanese.

## Biografia
È fratello minore di Alexander Michel, a sua volta calciatore.
Entrambi sono figli di Robert Michel, nato e cresciuto in Svezia ma di origine siriaca, ex giocatore del Syrianska quando la squadra era relegata nelle serie minori.

## Carriera

### Club
Felix ha iniziato a giocare a calcio all'età di 7 anni nel Syrianska, squadra con sede a Södertälje in cui appunto militò anche il padre. Il Syrianska è stata anche la squadra che lo ha visto debuttare in prima squadra e in Allsvenskan, dato che la formazione giallorossa nel 2013 era ancora impegnata nella massima serie svedese. Dopo le prime tre presenze nel campionato 2013, se ne sono aggiunte cinque nel campionato di Superettan 2014 e due nella Superettan 2015. Nettamente maggiore è stato il suo utilizzo nella prima parte del campionato 2016, avendo disputato 11 partite di campionato di cui 10 da titolare.
Nell'agosto 2016 ha svolto un provino con i turchi dell'Eskişehirspor, i quali lo hanno poi acquistato a titolo definitivo nello stesso mese. Qui è stato anche compagno di squadra di Erkan Zengin, altro giocatore cresciuto in Svezia. Dopo quasi due stagioni durante le quali ha giocato complessivamente 10 partite in TFF 1. Lig, ha rescisso il contratto nel marzo 2018.
La sua squadra successiva è stata l'AFC Eskilstuna, nella seconda serie svedese, club in cui stava già militando il fratello Alexander. Il tecnico della squadra Nemanja Miljanović conosceva già Felix, avendolo allenato tra il 2014 e il 2015 prima nelle vesti di assistente allenatore e poi di capo allenatore ai tempi del Syrianska. Al primo anno in maglia arancione ha collezionato 21 presenze che hanno aiutato la squadra a centrare la promozione nella massima serie.
Ha iniziato così con l'AFC Eskilstuna anche il campionato di Allsvenskan 2019, ma poco dopo la metà del campionato – a luglio, mese di riapertura del calciomercato – è stato acquistato dai campioni di Svezia in carica dell'AIK con un contratto valido fino al 15 luglio 2022. Due giorni dopo la sua presentazione è stato schierato subito titolare nella vittoria esterna per 2-0 sul Sirius, così come ha giocato titolare anche nelle due partite successive, poi nelle ultime dieci giornate di campionato ha rimediato solo cinque ingressi in campo subentrando negli ultimi minuti di gioco. Nell'Allsvenskan 2020, su 30 giornate in calendario, Michel è stato utilizzato solo in 8 occasioni. Nelle prime cinque giornate del campionato 2021 invece non è mai sceso in campo, poi l'AIK lo ha girato in prestito.
L'11 maggio 2021 è infatti passato con la formula del prestito ai norvegesi del Sarpsborg 08, fino al successivo 2 agosto. Per la seconda parte dell'anno, invece, è stato prestato al suo vecchio club dell'AFC Eskilstuna (che nel frattempo era sceso in Superettan). Michel ha comunque continuato a giocare nell'AFC Eskilstuna, visto che nel gennaio 2022 l'AIK ha annunciato di aver prestato il giocatore al club arancione fino all'estate seguente per gli ultimi mesi di contratto rimanenti. Anche dopo questo periodo di prestito, Michel è restato nel club firmando a titolo definitivo.
Dal gennaio 2023, la sua carriera è proseguita in Libano, prima all'Al-Ahed e poi, dall'estate 2024, al Safa.

### Nazionale
È in possesso di doppio passaporto. In un'intervista ha infatti spiegato come il nonno fosse libanese, così come due zie fossero nate in Libano.
Felix è stato convocato per la prima volta con la nazionale mediorientale nel 2018, esordendo il 15 novembre nell'amichevole pareggiata per 0-0 contro l'Uzbekistan.
Ha poi giocato in tutte e tre le partite disputate dal Libano nella fase a gironi della Coppa d'Asia 2019, trovando anche la rete nel 4-1 alla Corea del Nord.

## Statistiche

### Cronologia presenze in nazionale
| Cronologia completa delle presenze e delle reti in nazionale ― Libano | Cronologia completa delle presenze e delle reti in nazionale ― Libano | Cronologia completa delle presenze e delle reti in nazionale ― Libano | Cronologia completa delle presenze e delle reti in nazionale ― Libano | Cronologia completa delle presenze e delle reti in nazionale ― Libano | Cronologia completa delle presenze e delle reti in nazionale ― Libano | Cronologia completa delle presenze e delle reti in nazionale ― Libano | Cronologia completa delle presenze e delle reti in nazionale ― Libano |
| Data                                                                  | Città                                                                 | In casa                                                               | Risultato                                                             | Ospiti                                                                | Competizione                                                          | Reti                                                                  | Note                                                                  |
| --------------------------------------------------------------------- | --------------------------------------------------------------------- | --------------------------------------------------------------------- | --------------------------------------------------------------------- | --------------------------------------------------------------------- | --------------------------------------------------------------------- | --------------------------------------------------------------------- | --------------------------------------------------------------------- |
| 15-11-2018                                                            | Danzica                                                               | Uzbekistan                                                            | 0 – 0                                                                 | Libano                                                                | Amichevole                                                            | -                                                                     |                                                                       |
| 9-1-2019                                                              | al-'Ayn                                                               | Qatar                                                                 | 2 – 0                                                                 | Libano                                                                | Coppa d'Asia 2019 - 1º turno                                          | -                                                                     | 77’                                                                   |
| 12-1-2019                                                             | Dubai                                                                 | Libano                                                                | 0 – 2                                                                 | Arabia Saudita                                                        | Coppa d'Asia 2019 - 1º turno                                          | -                                                                     | 70’                                                                   |
| 17-1-2019                                                             | Sharjah                                                               | Libano                                                                | 4 – 1                                                                 | Corea del Nord                                                        | Coppa d'Asia 2019 - 1º turno                                          | 1                                                                     |                                                                       |
| 5-9-2019                                                              | Pyongyang                                                             | Corea del Nord                                                        | 2 – 0                                                                 | Libano                                                                | Qual. Mondiali 2022                                                   | -                                                                     |                                                                       |
| 10-9-2019                                                             | Seeb                                                                  | Oman                                                                  | 1 – 0                                                                 | Libano                                                                | Amichevole                                                            | -                                                                     | 46’                                                                   |
| 10-10-2019                                                            | Beirut                                                                | Libano                                                                | 2 – 1                                                                 | Turkmenistan                                                          | Qual. Mondiali 2022                                                   | -                                                                     | 66’ 90+2’                                                             |
| 15-10-2019                                                            | Colombo                                                               | Sri Lanka                                                             | 0 – 3                                                                 | Libano                                                                | Qual. Mondiali 2022                                                   | -                                                                     |                                                                       |
| 14-11-2019                                                            | Beirut                                                                | Libano                                                                | 0 – 0                                                                 | Corea del Sud                                                         | Qual. Mondiali 2022                                                   | -                                                                     |                                                                       |
| 19-11-2019                                                            | Beirut                                                                | Libano                                                                | 0 – 0                                                                 | Corea del Nord                                                        | Qual. Mondiali 2022                                                   | -                                                                     |                                                                       |
| 5-6-2021                                                              | Goyang                                                                | Libano                                                                | 3 – 2                                                                 | Sri Lanka                                                             | Qual. Mondiali 2022                                                   | -                                                                     |                                                                       |
| 12-6-2021                                                             | Goyang                                                                | Corea del Sud                                                         | 2 – 1                                                                 | Libano                                                                | Qual. Mondiali 2022                                                   | -                                                                     | 89’                                                                   |
| Totale                                                                |                                                                       | Presenze                                                              | 12                                                                    |                                                                       | Reti                                                                  | 1                                                                     |                                                                       |